# Stereodon confervoides
Stereodon confervoides là một loài Rêu trong họ Hypnaceae. Loài này được (Brid.) Brid. mô tả khoa học đầu tiên năm 1827.